# 로슈포르 (벨기에)

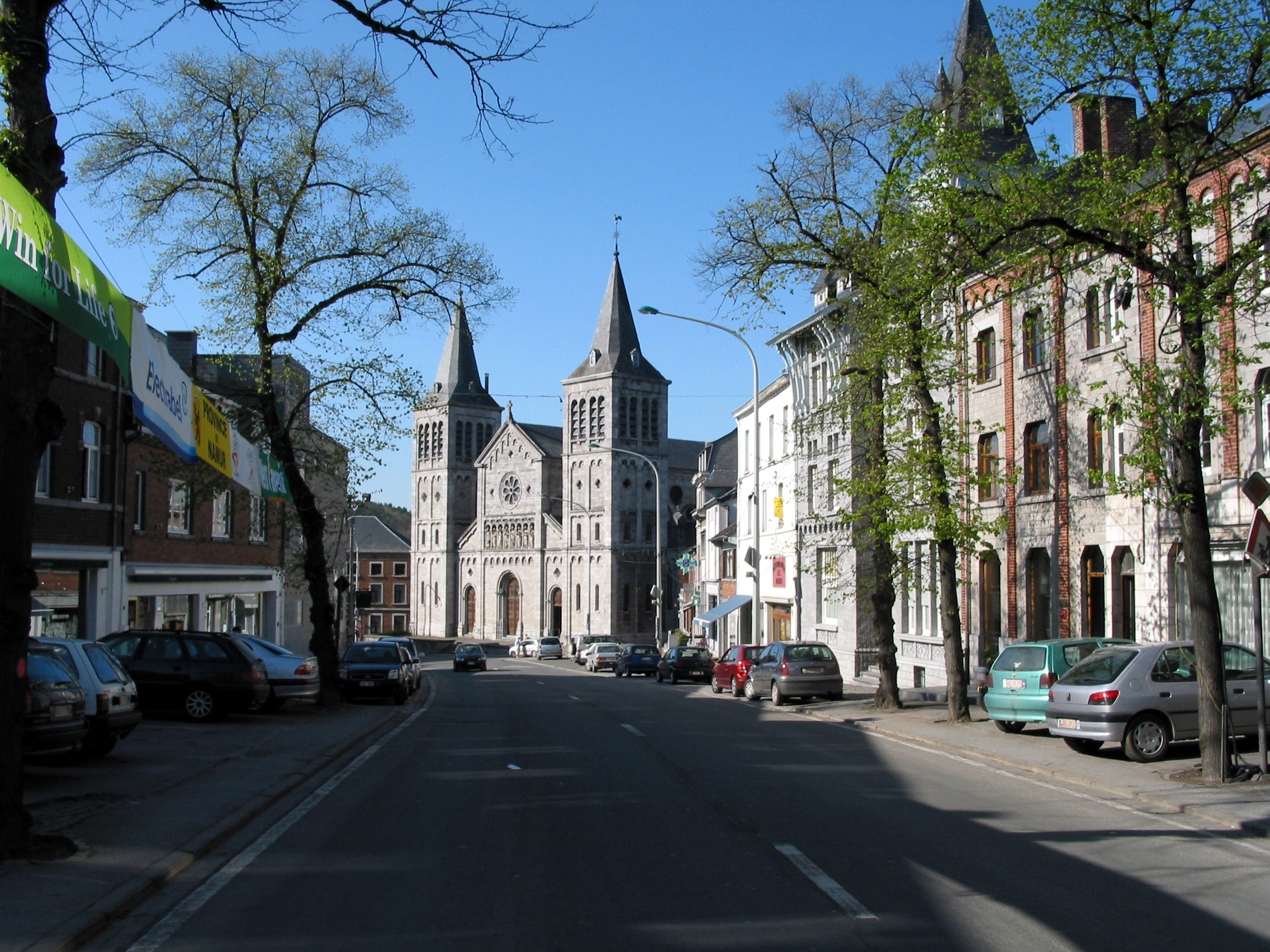
로슈포르

로슈포르(프랑스어: Rochefort)는 벨기에 왈롱 나뮈르주에 위치한 도시로 면적은 165.27km2, 인구는 12,474명(2013년 1월 1일 기준), 인구 밀도는 75명/km2이다.

시 문장

## 같이 보기
- 쥐스틴 에냉